# Chiconi
Chiconi – miasto w zachodniej części Majotty (zbiorowość zamorska Francji); 8 295 mieszkańców (2017). Ośrodek przemysłowy.